# Aemono
Aemono (和え物) est le nom d'une technique de cuisine japonaise consistant à servir des algues, légumes ou fruits de mer en une salade assaisonnée d'une sauce épaisse dont les ingrédients les plus fréquents sont la sauce soja, le vinaigre, le mirin, le sucre et le dashi.
Parmi ces salades, on peut nommer les goma-ae dont la sauce est basée sur les graines de sésame, le shira-ae à base de tofu écrasé, le  miso-ae à base de miso ou encore le sumiso-ae, utilisant du vinaigre, qui peut être considéré à la fois comme aemono et comme sunomono.